# Hrabstwo Deuel (Nebraska)

Piramida wieku hrabstwa

Hrabstwo Deuel (ang. Deuel County) – hrabstwo w stanie Nebraska w Stanach Zjednoczonych. W roku 2010 liczba mieszkańców wyniosła 1941. Stolicą i największą miejscowością jest Chappell.

## Geografia
Całkowita powierzchnia wynosi 1141,5 km² z czego woda stanowi 2,2 km².

### Miejscowości
- Big Springs (wioska)
- Chappell

### Sąsiednie hrabstwa
- Hrabstwo Garden - północ
- Hrabstwo Keith -wschód
- Hrabstwo Perkins - południowy wschód
- Hrabstwo Sedgwick (Kolorado) - południe
- Hrabstwo Cheyenne -zachód